# EPrix da Cidade do México de 2016
O ePrix da Cidade do México de 2016 foi uma corrida válida pela temporada de 2015–16 da Fórmula E. O vencedor foi o belga Jérôme d'Ambrosio, após a desclassificação do brasileiro Lucas Di Grassi, o segundo colocado foi o suíço Sébastien Buemi. Loïc Duval, da França, completou o pódio.

## Treino Classificatório[2]
O grid de largada da Fórmula E é definido em 5 partes, sendo a última a Superpole, na qual são definidas as cinco primeiras posições.
| Pos. | Piloto                 | Equipe                    | Tempo    |
| ---- | ---------------------- | ------------------------- | -------- |
| 1    | Jérôme d'Ambrosio      | Dragon Racing             | 1:03.705 |
| 2    | Nicolas Prost          | Renault e.dams            | 1:04.013 |
| 3    | Lucas Di Grassi        | ABT Schaeffler Audi Sport | 1:04.023 |
| 4    | Daniel Abt             | ABT Schaeffler Audi Sport | 1:04.335 |
| 5    | Sébastien Buemi        | Renault e.dams            | 1:05.183 |
| 6    | Jean-Éric Vergne       | DS Virgin Racing          | 1:04.268 |
| 7    | António Félix da Costa | Team Aguri                | 1:04.371 |
| 8    | Loïc Duval             | Dragon Racing             | 1:04.492 |
| 9    | Nick Heidfeld          | Mahindra Racing           | 1:04.523 |
| 10   | Stéphane Sarrazin      | Venturi                   | 1:04.583 |
| 11   | Sam Bird               | DS Virgin Racing          | 1:04.594 |
| 12   | Simona De Silvestro    | Amlin Andretti            | 1:04.606 |
| 13   | Robin Frijns           | Amlin Andretti            | 1:04.959 |
| 14   | Mike Conway            | Venturi                   | 1:05.108 |
| 15   | Salvador Durán         | Team Aguri                | 1:05.452 |
| 16   | Oliver Turvey          | NEXTEV TCR                | 1:06.166 |
| 17   | Bruno Senna            | Mahindra Racing           | 1:07.724 |
| 18   | Nelson Piquet Jr.      | NEXTEV TCR                |          |

## Corrida[3][4]
| Pos. | Piloto                 | Equipe                    | Voltas | Tempo      | Grid | Ptos. |
| ---- | ---------------------- | ------------------------- | ------ | ---------- | ---- | ----- |
| 1    | Jérôme d'Ambrosio      | Dragon Racing             | 43     | 43 voltas  | 1    | 281   |
| 2    | Sébastien Buemi        | Renault e.dams            | 43     | +0.106     | 5    | 18    |
| 3    | Nicolas Prost          | Renault e.dams            | 43     | +25.537    | 2    | 172   |
| 4    | Loïc Duval             | Dragon Racing             | 43     | +26.358    | 8    | 12    |
| 5    | Robin Frijns           | Amlin Andretti            | 43     | +28.477    | 13   | 10    |
| 6    | Sam Bird               | DS Virgin Racing          | 43     | +28.928    | 11   | 8     |
| 7    | Daniel Abt             | ABT Schaeffler Audi Sport | 43     | +30.051    | 4    | 6     |
| 8    | Nick Heidfeld          | Mahindra Racing           | 43     | +36.373    | 9    | 4     |
| 9    | Stéphane Sarrazin      | Venturi                   | 43     | +37.291    | 10   | 2     |
| 10   | Bruno Senna            | Mahindra Racing           | 43     | +37.603    | 17   | 1     |
| 11   | Oliver Turvey          | NEXTEV TCR                | 43     | +38.958    | 16   |       |
| 12   | Mike Conway            | Venturi                   | 43     | +38.790    | 14   |       |
| 13   | Nelson Piquet Jr.      | NEXTEV TCR                | 43     | +42.351    | 18   |       |
| 14   | Simona De Silvestro    | Amlin Andretti            | 43     | +43.971    | 12   |       |
| 15   | Salvador Durán         | Team Aguri                | 43     | +1:03.082  | 15   |       |
| 16   | Jean-Éric Vergne       | DS Virgin Racing          | 42     | +1 volta   | 6    |       |
| 17   | António Félix da Costa | Team Aguri                | 32     | +11 voltas | 7    |       |
| DSQ  | Lucas Di Grassi        | ABT Schaeffler Audi Sport | 43     |            | 3    |       |

- DSQ = Desclassificado
- ↑1 Ganhou três pontos pois fez a Pole Position
- ↑2 Ganhou dois pontos pois fez a volta mais rápida da corrida

## Classificação do campeonato após a corrida
Apenas as cinco primeiras posições estão representadas.
| Pos | Piloto            | Pontos | Var |
| --- | ----------------- | ------ | --- |
| 1   | Sébastien Buemi   | 98     | 0   |
| 2   | Lucas di Grassi   | 76     | 0   |
| 3   | Sam Bird          | 60     | 0   |
| 4   | Jérôme d'Ambrosio | 58     | 1   |
| 5   | Loïc Duval        | 44     | 1   |

| Pos | Construtor                | Pontos | Var |
| --- | ------------------------- | ------ | --- |
| 1   | Renault e.dams            | 136    | 0   |
| 2   | Dragon Racing             | 102    | 1   |
| 3   | ABT Schaeffler Audi Sport | 92     | 1   |
| 4   | DS Virgin Racing          | 66     | 0   |
| 5   | Mahindra Racing           | 39     | 0   |